# Långbrotjärnen, Hälsingland
Långbrotjärnen är en sjö i Ovanåkers kommun i Hälsingland och ingår i Ljusnans huvudavrinningsområde.